# Petrocephalus longianalis
Petrocephalus longianalis is een straalvinnige vissensoort uit de familie van de tapirvissen (Mormyridae). De wetenschappelijke naam van de soort is voor het eerst geldig gepubliceerd in 2012 door Kramer, Bills, Skelton & Wink.